# Ōkawa Heizaburō

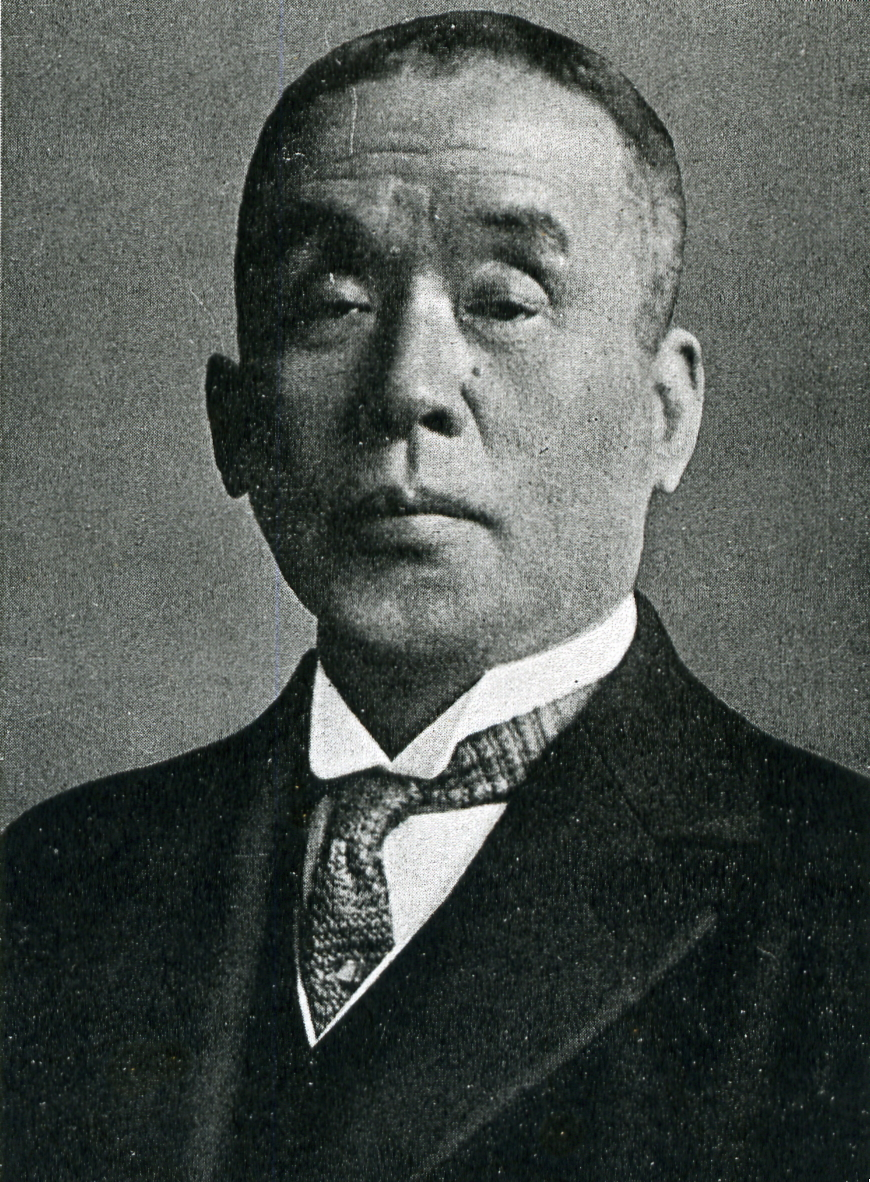
Ōkawa Heizaburō

Ōkawa Heizaburō (japanisch 大川 平三郎; geboren 7. Dezember 1860 in Miyoshino (Provinz Musashi); gestorben 30. Dezember 1936) war ein japanischer Unternehmer.

## Leben und Wirken
Ōkawa Heizaburō wurde als zweiter Sohn eines schwertschmiedenden Handwerkers der Kawagoe-Domäne in der Provinz Musashi geboren. Im Alter von 12 Jahren zog er nach Tokio und wurde im Hause von Shibusawa Eiichi, seinem Onkel, im Haus diensttuender Schüler. Er lernte Deutsch in der Privatschule „Jinshin Gijuku“ (壬申義塾). Aufgrund der Armut seiner Familie gab er die Stelle bei Shibusawa auf und trat 1875 in die Firma „Shōshi kaisha“ (抄紙会社), die spätere „Ōji Paper“, ein. Nach seinem Studienaufenthalt in den USA arbeitete er an Erfindungen und Verbesserungen von Papierherstellungsmethoden. Er war stellvertretender Geschäftsführer und Senior Managing Director, verließ das Unternehmen jedoch 1898.
Danach gründete Ōkawa unter anderem „Kyūshū Paper“ (九州製紙), „Chūō Paper“ (中央製紙), „Karafuto Kōgyō“ (樺太工業) als unabhängige Papierherstellungsunternehmen. 1919 übernahm er die Position des Präsidenten von „Fuji Paper“ (富士製紙) und führte einen erbitterten Verkaufskampf mit Ōji Paper. Er hatte dann zeitweilig die größte Gruppe von Papierherstellungsunternehmen in Japan unter sich: das „Ōkawa Zaibatsu“ (大川財閥) – das „Ōkawa Firmenkonglomerat“, mit ihm als König der Papierherstellung an der Spitze. Nach dem Ersten Weltkrieg verschlechterte sich jedoch der wirtschaftliche Lage von „Karafuto Kōgyō“, das die Geschäftsbasis gewesen war. 1933 musste das Unternehmen mit Ōji Paper fusionieren. Ōkawa trat in den Ruhestand.
1928 wurde Ōkawa zum Abgeordneten des Oberhauses des Parlaments gewählt und wurde Mitglied in dessen „Kōyū Club“ (交友倶楽部). Im selben Jahr wurde er mit dem Orden des Heiligen Schatzes Dritter Klasse geehrt.